# Jorge Benguché
Jorge Renán Benguché Ramírez (Olanchito, Yoro, Honduras; 21 de mayo de 1996) es un futbolista hondureño, juega de centrodelantero y su actual club es el Club Olimpia Deportivo  de la Liga Nacional de Honduras. Además, es jugador de la Selección de fútbol de Honduras desde 2019.

## Trayectoria
Hijo de Renán Benguché, estrella del Victoria en la década de 1990, y de Kenia Ramírez, a los 12 años se integró a las divisiones menores del Olimpia, en donde coincidió con otros baluartes como Alberth Elis, Kevin Álvarez, Michaell Chirinos y Carlos Pineda entre otros. Bajo la dirección técnica de Héctor Vargas, debutó en Primera División el 12 de octubre de 2014, durante la jornada 11 del Apertura 2014, en un partido contra el Victoria, cuyo resultado en el marcador fue un 3-0 a favor de los albos. Ingresó al juego en el minuto 56, en sustitución de Anthony Lozano, y al 64 marcó el gol que definió el resultado. El 7 de agosto de 2015, ante las pocas chances recibidas con el primer equipo merengue, la directiva determinó cederlo al Juticalpa para que tuviera actividad futbolística durante el Apertura 2015. Sólo dos días después de su arribo al club olanchano, Benguché hizo su debut oficial el 9 de agosto, por la segunda jornada del Torneo Apertura, en la sorpresiva victoria de 2-0 sobre Real España, en un encuentro disputado en el Estadio Juan Ramón Brevé Vargas. Con los canecheros nada más militó durante un torneo corto, en el que jugó ocho partidos y no convirtió goles.
El 2 de enero de 2016 retornó a la disciplina de Olimpia, a petición de Héctor Vargas, quien lo había hecho debutar profesionalmente un par de años atrás. Hizo su reestreno con el león el 13 de enero, ante el Valle, durante los octavos de final de la Copa de Honduras 2015-16. El encuentro finalizó con un favorable 6-0 y Benguché fue autor de la segunda anotación de su equipo. De cara al Apertura 2016, tras las ventas de Alberth Elis al Monterrey de la Liga MX y de Roger Rojas al Sonora del Ascenso MX, las opciones de juego se le ampliaron a Benguché. De esa forma, el 30 de julio, en la primera fecha del torneo, tuvo participación en el triunfo olimpista de 3-2 sobre el Social Sol, haciendo su ingreso al minuto 33 tras una lesión de David Meza. El 18 de agosto realizó su debut en Liga de Campeones de la Concacaf, en la victoria de 4-0 sobre el Police United. El 19 de febrero de 2017, durante la octava fecha del Clausura 2017, al minuto 80 anotó el gol que le dio a su equipo el empate momentáneo de 2-2 contra Juticalpa. Diez minutos después, Carlo Costly selló la remontada de 3-2. En la siguiente jornada, disputada el 26 de febrero, volvió a anotar en el empate a domicilio de 2-2 frente a Platense. El 26 de octubre, de la mano del técnico colombiano Carlos Restrepo, se consagró campeón de la Liga Concacaf 2017, tras vencer en la final a Santos de Guápiles.
El 9 de enero de 2018 se anunció que Benguché sería cedido en condición de préstamo a la Universidad Pedagógica por un año. Su debut oficial con el club estudiantil lo realizó el 28 de enero, en la tercera fecha del Clausura 2018, durante la victoria de 2-1 sobre el Vida. El 7 de febrero anotó su primer gol en el triunfo a domicilio de 1-0 ante Real España. El 11 de febrero, en la siguiente fecha, volvió a marcar durante el empate de 1-1 contra Juticalpa. Su último gol en ese torneo lo anotó el 7 de abril, nuevamente ante Juticalpa, en la victoria de 3-2 válida por la decimosexta fecha del torneo. En total, jugó 12 partidos del torneo y anotó 3 goles, siendo una pieza regular en el esquema técnico de Salomón Nazar.
En el Apertura 2018 debutó con doblete incluido el 28 de julio, en la primera fecha, ante el Honduras Progreso en la victoria de 3-1. El 4 de agosto, ante Marathón, volvió a marcar en el empate de 1-1. El 1 de septiembre, luego de cuatro fechas sin convertir una anotación, marcó su cuarto gol en el torneo durante la goleada de 4-1 sobre Juticalpa. El 14 de septiembre, en la visita a Honduras Progreso por la décima fecha, anotó el gol de descuento en la derrota de 2-1. El 3 de noviembre convirtió su segundo doblete, en esa ocasión dándole la victoria a su equipo por 2-0 ante el Real de Minas. El 10 de noviembre, en la victoria a domicilio de 2-1 ante Real España por la última fecha del torneo, anotó el que fue su octavo gol del torneo. Ese semestre el equipo comandado por Nazar tuvo una excelente campaña, quedaron terceros en la tabla de posiciones con 30 puntos y accedieron a la fase final. En los cuartos de final se enfrentaron a Platense y durante el juego de ida, disputado el 14 de noviembre y que concluyó con empate de 1-1, convertiría su noveno y último gol con el club universitario. Benguché jugó 19 partidos y anotó 9 goles, lo que despertó fuertemente el interés de Real España, club que estuvo muy cerca de contar con sus servicios de cara al 2019.
A pesar de los rumores que colocaban a Benguché en la órbita de Real España, el 26 de diciembre de 2018 se confirmó su segundo retorno a Olimpia, luego de ser solicitado por el técnico Manuel Keosseian como refuerzo de cara al Clausura 2019. Su nuevo reestreno con la camiseta blanca se produjo el 13 de enero de 2019 en la victoria a domicilio de 1-0 sobre el Vida, válida por la primera fecha del torneo, saliendo reemplazado al minuto 84 por Carlos Will Mejía. El 14 de febrero, en la fecha 6, marcó uno de los goles con los cuales Olimpia goleó 4-0 a Juticalpa a domicilio. El 11 de mayo, en el juego de ida de las semifinales, disputado ante la Universidad Pedagógica, convirtió el primer hat-trick de su carrera profesional, mismo que fue crucial para que el club albo avanzara a la final del torneo, en donde cayó derrotado ante Motagua.
Con la llegada de Pedro Troglio como entrenador, el fútbol de Benguché continuó progresando y alcanzó un estupendo nivel. El 23 de octubre de 2019 le marcó un doblete al Deportivo Saprissa en la semifinal de ida de la Liga Concacaf 2019, partido que Olimpia ganó por 2-0. De igual forma, en el Apertura 2019 consiguió posicionarse como uno de los máximos anotadores del torneo con 11 goles y además se consagró campeón nacional, siendo una de las piezas principales en la obtención de ese título. El 11 de marzo de 2020, durante el juego de ida de los cuartos de final de la Liga de Campeones de la Concacaf 2020, le anotó al Montreal Impact en el triunfo a domicilio de 2-1.
El 13 de agosto de 2020 se confirmó su fichaje en calidad de préstamo por el Boavista de la Primeira Liga, al cual se unió con una opción de compra de € 1.3 millones.

## Selección nacional

### Selección absoluta
Ha sido internacional con la selección de fútbol de Honduras en tres ocasiones y ha anotado dos goles. El 28 de agosto de 2019 recibió su primera convocatoria a la selección absoluta, siendo una de las principales novedades en la lista de 25 jugadores anunciada por el seleccionador Fabián Coito para encarar dos juegos amistosos ante las selecciones de Puerto Rico y Chile el 5 y 10 de septiembre, respectivamente. Debutó a nivel absoluto con doblete el 5 de septiembre ante Puerto Rico en el triunfo hondureño de 4-0. El 10 de septiembre también tuvo participación durante el partido ante Chile que se ganó por 2-1, pero salió sustituido al medio tiempo por Jonathan Toro.

#### Participaciones internacionales
| Competición              | Sede           | Resultado      | Partidos | Goles |
| ------------------------ | -------------- | -------------- | -------- | ----- |
| Liga de Naciones 2019-20 | Concacaf       | 3° lugar       | 2        | 0     |
| Liga de Naciones 2022-23 | Concacaf       | Primera fase   | 1        | 1     |
| Copa de Oro 2023         | Estados Unidos | Fase de grupos | 2        | 0     |

#### Partidos internacionales
| 1.  | 5 de septiembre de 2019  | Estadio Nacional, Tegucigalpa, Honduras                  | Puerto Rico | 4–0          | Anotado · Anotado | Amistoso                 |
| 2.  | 10 de septiembre de 2019 | Estadio Olímpico Metropolitano, San Pedro Sula, Honduras | Chile       | 2–1          |                   | Amistoso                 |
| 3.  | 14 de noviembre de 2019  | Estadio Pierre Aliker, Fort-de-France, Martinica         | Martinica   | 1–1          |                   | Liga de Naciones 2019-20 |
| 4.  | 24 de marzo de 2021      | Estadio Torpedo, Minsk, Bielorrusia                      | Bielorrusia | 1–1          |                   | Amistoso                 |
| 5.  | 6 de junio de 2021       | Empower Field at Mile High, Denver, Estados Unidos       | Costa Rica  | 1–1 5:4 pen. |                   | Liga de Naciones 2019-20 |
| 6.  | 12 de junio de 2021      | Mercedes-Benz Stadium, Atlanta, Estados Unidos           | Mexico      | 0–0          |                   | Amistoso                 |
| 7.  | 22 de marzo de 2023      | BMO Stadium, Los Ángeles, Estados Unidos                 | El Salvador | 1–0          |                   | Amistoso                 |
| 8.  | 28 de marzo de 2023      | BMO Field, Toronto, Canadá                               | Canadá      | 1–4          | Anotado           | Liga de Naciones 2022-23 |
| 9.  | 15 de junio de 2023      | Audi Field, Washington D. C., Estados Unidos             | Venezuela   | 0–1          |                   | Amistoso                 |
| 10. | 25 de junio de 2023      | NRG Stadium, Houston, Estados Unidos                     | Mexico      | 0–4          |                   | Copa de Oro 2023         |
| 11. | 2 de julio de 2023       | Bank of America Stadium, Charlotte, Estados Unidos       | Haití       | 2–1          |                   | Copa de Oro 2023         |

#### Goles internacionales
| #  | Fecha                   | Lugar                                   | Rival       | Goles | Resultado | Competición              |
| -- | ----------------------- | --------------------------------------- | ----------- | ----- | --------- | ------------------------ |
| 1. | 5 de septiembre de 2019 | Estadio Nacional, Tegucigalpa, Honduras | Puerto Rico | 2–0   | 4–0       | Amistoso                 |
| 2. | 5 de septiembre de 2019 | Estadio Nacional, Tegucigalpa, Honduras | Puerto Rico | 4–0   | 4–0       | Amistoso                 |
| 1. | 28 de marzo de 2023     | BMO Field, Toronto, Canadá              | Canada      | 3–1   | 4–1       | Liga de Naciones 2022-23 |

## Estadísticas

### Clubes
| Club | Div.                | Temporada           | Liga  | Liga         | Copas nacionales(1) | Copas nacionales(1) | Copas internacionales(2) | Copas internacionales(2) | Total | Total | Media goleadora(3) |
| Club | Div.                | Temporada           | Part. | Goles        | Part.               | Goles               | Part.                    | Goles                    | Part. | Goles | Media goleadora(3) |
| --- | ------------------- | ------------------- | ----- | ------------ | ------------------- | ------------------- | ------------------------ | ------------------------ | ----- | ----- | ------------------ |
| C. Olimpia D. Honduras |                     |                     |       |              |                     |                     |                          |                          |       |       |                    |
| 1.ª | 2014-15             | 2                   | 1     | Inexistentes | Inexistentes        | 0                   | 0                        | 2                        | 1     | 0.5   |                    |
| Total | Total               | 2                   | 1     | 0            | 0                   | 0                   | 0                        | 2                        | 1     | 0.5   |                    |
| Juticalpa F. C. Honduras |                     |                     |       |              |                     |                     |                          |                          |       |       |                    |
| 1.ª | 2015-16             | 8                   | 0     | Inexistentes | Inexistentes        | Inexistentes        | Inexistentes             | 8                        | 0     | 0     |                    |
| Total | Total               | 8                   | 0     | 0            | 0                   | 0                   | 0                        | 8                        | 0     | 0     |                    |
| C. Olimpia D. Honduras |                     |                     |       |              |                     |                     |                          |                          |       |       |                    |
| 1.ª | 2015-16             | 0                   | 0     | 2            | 1                   | 0                   | 0                        | 2                        | 1     | 0.5   |                    |
| 1.ª | 2016-17             | 7                   | 2     | 1            | 0                   | 1                   | 0                        | 9                        | 2     | 0.22  |                    |
| 1.ª | 2017-18             | 6                   | 1     | Inexistentes | Inexistentes        | 2                   | 0                        | 8                        | 1     | 0.13  |                    |
| Total | Total               | 13                  | 3     | 3            | 1                   | 3                   | 0                        | 19                       | 4     | 0.21  |                    |
| C. D. Lobos UPNFM Honduras |                     |                     |       |              |                     |                     |                          |                          |       |       |                    |
| 1.ª | 2017-18             | 12                  | 3     | Inexistentes | Inexistentes        | Inexistentes        | Inexistentes             | 12                       | 3     | 0.25  |                    |
| 1.ª | 2018-19             | 19                  | 9     | 1            | 0                   | Inexistentes        | Inexistentes             | 20                       | 9     | 0.45  |                    |
| Total | Total               | 31                  | 12    | 1            | 0                   | 0                   | 0                        | 32                       | 12    | 0.38  |                    |
| C. Olimpia D. Honduras |                     |                     |       |              |                     |                     |                          |                          |       |       |                    |
| 1.ª | 2018-19             | 18                  | 12    | Inexistentes | Inexistentes        | Inexistentes        | Inexistentes             | 18                       | 12    | 0.67  |                    |
| 1.ª | 2019-20             | 31                  | 17    | Inexistentes | Inexistentes        | 9                   | 3                        | 40                       | 20    | 0.5   |                    |
| Total | Total               | 49                  | 29    | 0            | 0                   | 9                   | 3                        | 58                       | 32    | 0.55  |                    |
| Boavista F. C. Portugal |                     |                     |       |              |                     |                     |                          |                          |       |       |                    |
| 1.ª | 2020-21             | 14                  | 0     | 2            | 1                   | Inexistentes        | Inexistentes             | 16                       | 1     | 0.06  |                    |
| Total | Total               | 14                  | 0     | 2            | 1                   | 0                   | 0                        | 16                       | 1     | 0.06  |                    |
| C. Olimpia D. Honduras |                     |                     |       |              |                     |                     |                          |                          |       |       |                    |
| 1.ª | 2021-22             | 18                  | 3     | Inexistentes | Inexistentes        | 1                   | 0                        | 10                       | 3     | 0.5   |                    |
| Total | Total               | 18                  | 3     | 0            | 0                   | 1                   | 0                        | 10                       | 3     | 0.3   |                    |
| Cerro Largo F. C. · Uruguay |                     |                     |       |              |                     |                     |                          |                          |       |       |                    |
| 1.ª | 2022                | 16                  | 1     | Inexistentes | Inexistentes        | 2                   | 0                        | 18                       | 1     | 0.06  |                    |
| Total | Total               | 16                  | 1     | 0            | 0                   | 2                   | 0                        | 18                       | 1     | 0.06  |                    |
| C. Olimpia D. Honduras |                     |                     |       |              |                     |                     |                          |                          |       |       |                    |
| 1.ª | 2022-23             | 38                  | 11    | Inexistentes | Inexistentes        | 9                   | 4                        | 47                       | 15    | 0.32  |                    |
| 1.ª | 2023-24             | 20                  | 5     | Inexistentes | Inexistentes        | 4                   | 3                        | 24                       | 8     | 0.33  |                    |
| Total | Total               | 58                  | 16    | 0            | 0                   | 13                  | 7                        | 58                       | 32    | 0.55  |                    |
| A. C. Bellinzona · Suiza |                     |                     |       |              |                     |                     |                          |                          |       |       |                    |
| 2.ª | 2023-24             | 7                   | 0     | Inexistentes | Inexistentes        | Inexistentes        | Inexistentes             | 7                        | 0     | 0     |                    |
| Total | Total               | 7                   | 0     | 0            | 0                   | 0                   | 0                        | 7                        | 0     | 0     |                    |
| C. Olimpia D. Honduras |                     |                     |       |              |                     |                     |                          |                          |       |       |                    |
| 1.ª | 2024-25             | 42                  | 16    | Inexistentes | Inexistentes        | 3                   | 1                        | 45                       | 17    | 0.38  |                    |
| Total | Total               | 42                  | 16    | 0            | 0                   | 3                   | 1                        | 45                       | 17    | 0.38  |                    |
| Total en su carrera | Total en su carrera | Total en su carrera | 258   | 81           | 5                   | 2                   | 31                       | 11                       | 294   | 94    | 0.32               |
| (1) Incluye datos de la Copa de Honduras (2015-18) y Copa de Portugal (2020-21). (2) Incluye datos de la Liga de Campeones de la Concacaf (2016-22), Liga Concacaf (2017-19), Copa Centroamericana de Concacaf (2023), Copa Sudamericana (2022). (3) No incluye goles en partidos amistosos. |                     |                     |       |              |                     |                     |                          |                          |       |       |                    |

### Selección
| Selección                                                                         | Temporada           | Amistosos | Amistosos | Concacaf(1) | Concacaf(1) | Mundial      | Mundial      | Total | Total | Media goleadora |
| Selección                                                                         | Temporada           | Part.     | Goles     | Part.       | Goles       | Part.        | Goles        | Part. | Goles | Media goleadora |
| --------------------------------------------------------------------------------- | ------------------- | --------- | --------- | ----------- | ----------- | ------------ | ------------ | ----- | ----- | --------------- |
| Absoluta Honduras                                                                 | 2019                | 2         | 2         | 1           | 0           | Inexistentes | Inexistentes | 3     | 2     | 0.67            |
| Absoluta Honduras                                                                 | 2020                | 0         | 0         | 0           | 0           | Inexistentes | Inexistentes | 0     | 0     | 0               |
| Absoluta Honduras                                                                 | 2021                | 2         | 0         | 1           | 0           | Inexistentes | Inexistentes | 3     | 0     | 0               |
| Absoluta Honduras                                                                 | 2022                | 0         | 0         | 0           | 0           | Inexistentes | Inexistentes | 0     | 0     | 0               |
| Absoluta Honduras                                                                 | 2023                | 2         | 0         | 3           | 1           | Inexistentes | Inexistentes | 5     | 1     | 0.2             |
| Total                                                                             | Total               | 6         | 2         | 5           | 1           | 0            | 0            | 11    | 3     | 0.27            |
| Total en su carrera                                                               | Total en su carrera | 6         | 2         | 5           | 1           | 0            | 0            | 11    | 3     | 0.27            |
| (1) Incluye datos de la Eliminatoria Mundialista, Copa de Oro y Liga de Naciones. |                     |           |           |             |             |              |              |       |       |                 |

### Resumen estadístico
|                         | Partidos | Goles | Promedio |
| ----------------------- | -------- | ----- | -------- |
| Liga                    | 103      | 45    | 0.44     |
| Copas nacionales        | 4        | 1     | 0.25     |
| Torneos internacionales | 12       | 3     | 0.25     |
| Selección de Honduras   | 11       | 3     | 0.27     |
| Total                   | 130      | 52    | 0.4      |

### Hat-tricks
| 1. | 11 de mayo de 2019 | Estadio Emilio Williams, Choluteca, Honduras | Universidad Pedagógica - Olimpia | Anotado · Anotado · Anotado | 1–3 | Torneo Clausura 2019 |

## Palmarés

### Campeonatos nacionales
| Título           | Club    | País     | Año  |
| ---------------- | ------- | -------- | ---- |
| Copa de Honduras | Olimpia | Honduras | 2015 |
| Torneo Clausura  | Olimpia | Honduras | 2015 |
| Torneo Clausura  | Olimpia | Honduras | 2016 |
| Torneo Apertura  | Olimpia | Honduras | 2019 |

### Campeonatos internacionales
| Título        | Club    | País       | Año  |
| ------------- | ------- | ---------- | ---- |
| Liga Concacaf | Olimpia | Costa Rica | 2017 |